# Rabat-Sala-Al-Kunajtira
Rabat-Sala-Al-Kunajtira (arab. ‏الرباط-سلا-القنيطرة‎, Ar-Ribāṭ-Salā-Al-Qunayṭira; fr. Rabat-Salé-Kénitra) – region administracyjny w Maroku, w północnej części kraju. W 2024 roku liczył ok. 5,1 mln mieszkańców. Siedzibą regionu jest Rabat.
Dzieli się na trzy prefektury i cztery prowincje:
- prefektura As-Suchajrat-Tamara
- prefektura Rabat
- prefektura Sala
- prowincja Al-Chamisat
- prowincja Al-Kunajtira
- prowincja Sidi Kasim
- prowincja Sidi Sulajman